# Ортосиликат магния-трикальция
Ортосиликат магния-трикальция — неорганическое соединение,
двойная соль кальция, магния и ортокремниевой кислоты
с формулой Ca3Mg(SiO4)2,
бесцветные кристаллы,
не растворяется в воде.

## Получение
- В природе встречается минерал мервинит — Ca3Mg(SiO4)2 с примесями [1].

## Физические свойства
Ортосиликат магния-трикальция образует бесцветные кристаллы
моноклинной сингонии,
пространственная группа P 2/m,
параметры ячейки a = 1,329 нм, b = 0,53 нм, c = 0,935 нм, β = 92,09°, Z = 4.
Не растворяется в воде.